# 反曙暮光射線

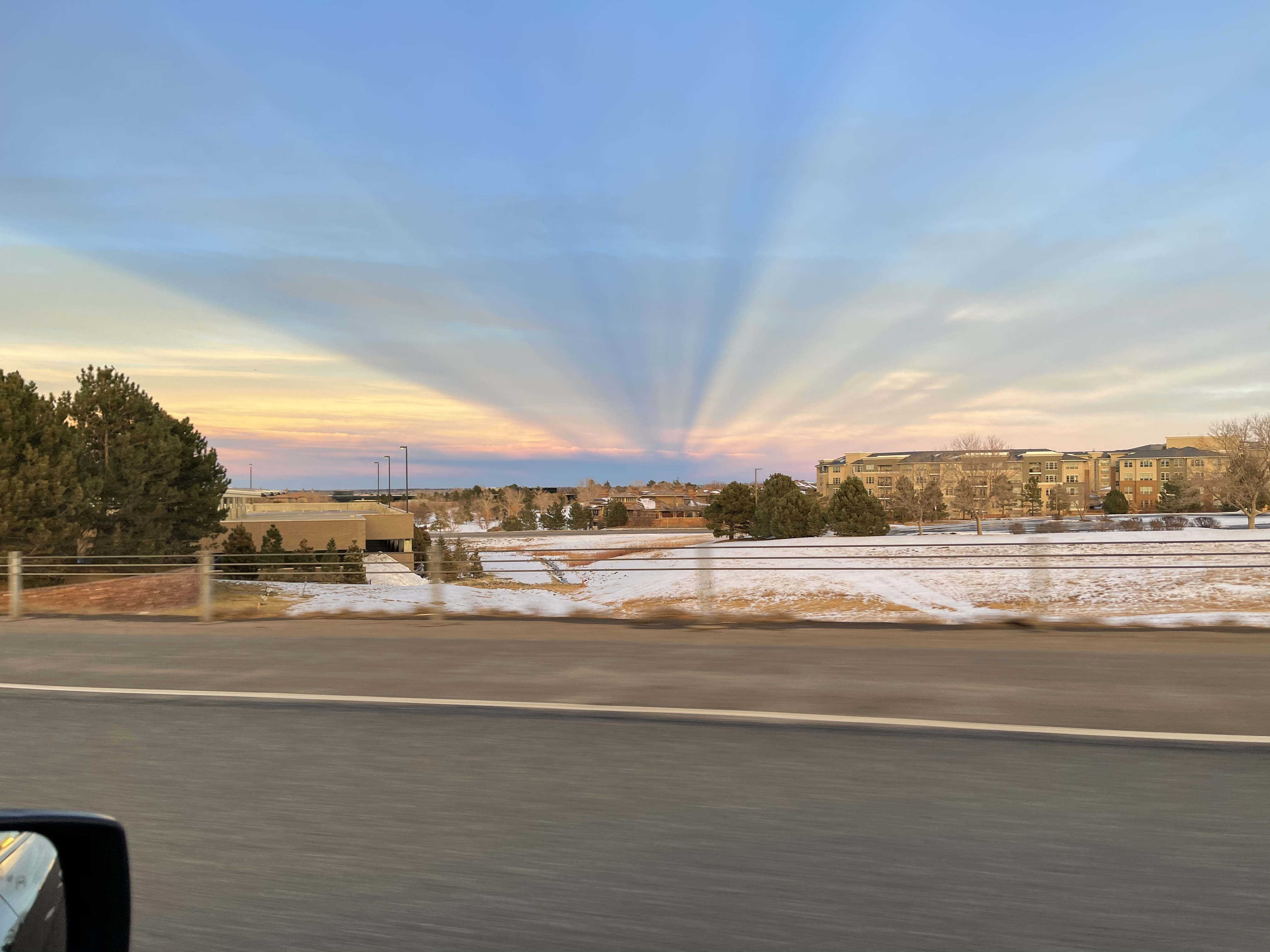
在科羅拉多州的黃昏時，看到的朝向東部地平線的反曙暮光射線。

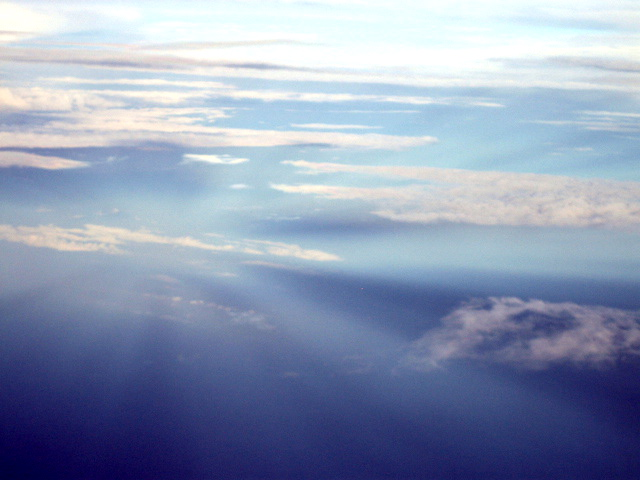
這些反曙暮光射線似乎在反日點匯聚，就像從雲霧繚繞的海洋上方的飛機上看到的那樣。

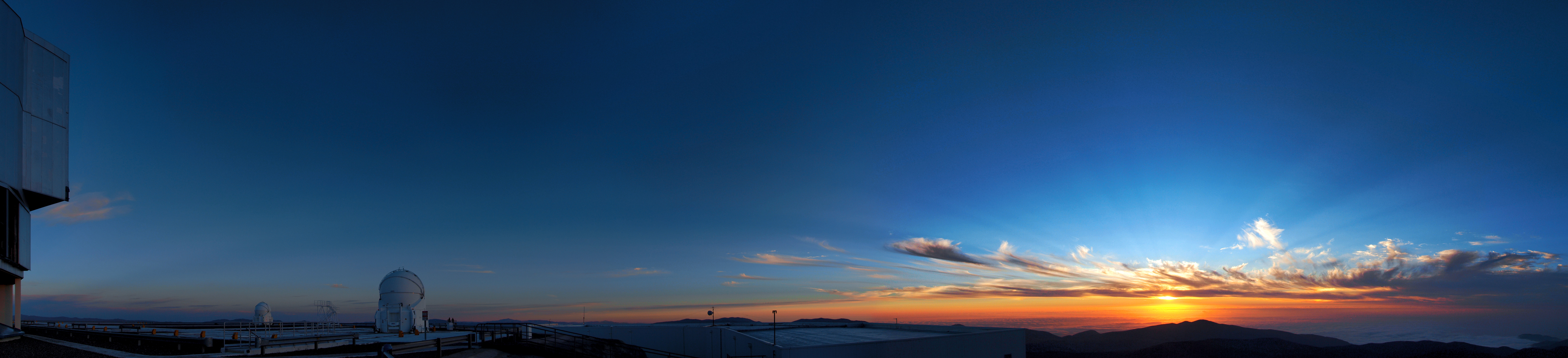
全景圖像顯示曙暮光射線和反曙暮光射線。

反曙暮光射線（英語：是氣象光學現象與曙暮光射線相似，但在天空中出現在太陽的對面。反曙暮光射線本質上是平行的，但由於透視的視錯覺，似乎向反日點消失與收斂。
反曙暮光射線最常在日出或日落前後可見。這是因為使它們可見的大氣粒子的光散射（前向散射）對於地平線的低角度比大多數其它角度更大。 
反曙暮光射線可以與曙暮光射線連續，在整個天空中彎曲成大圓。

## 山影
從山頂看，日落時分山的陰影提供了單一反曙暮光射線的一個常見例子。無論山的形狀如何，它看起來都是三角形的，頂點在反日點。

## 馬車車輪輻條

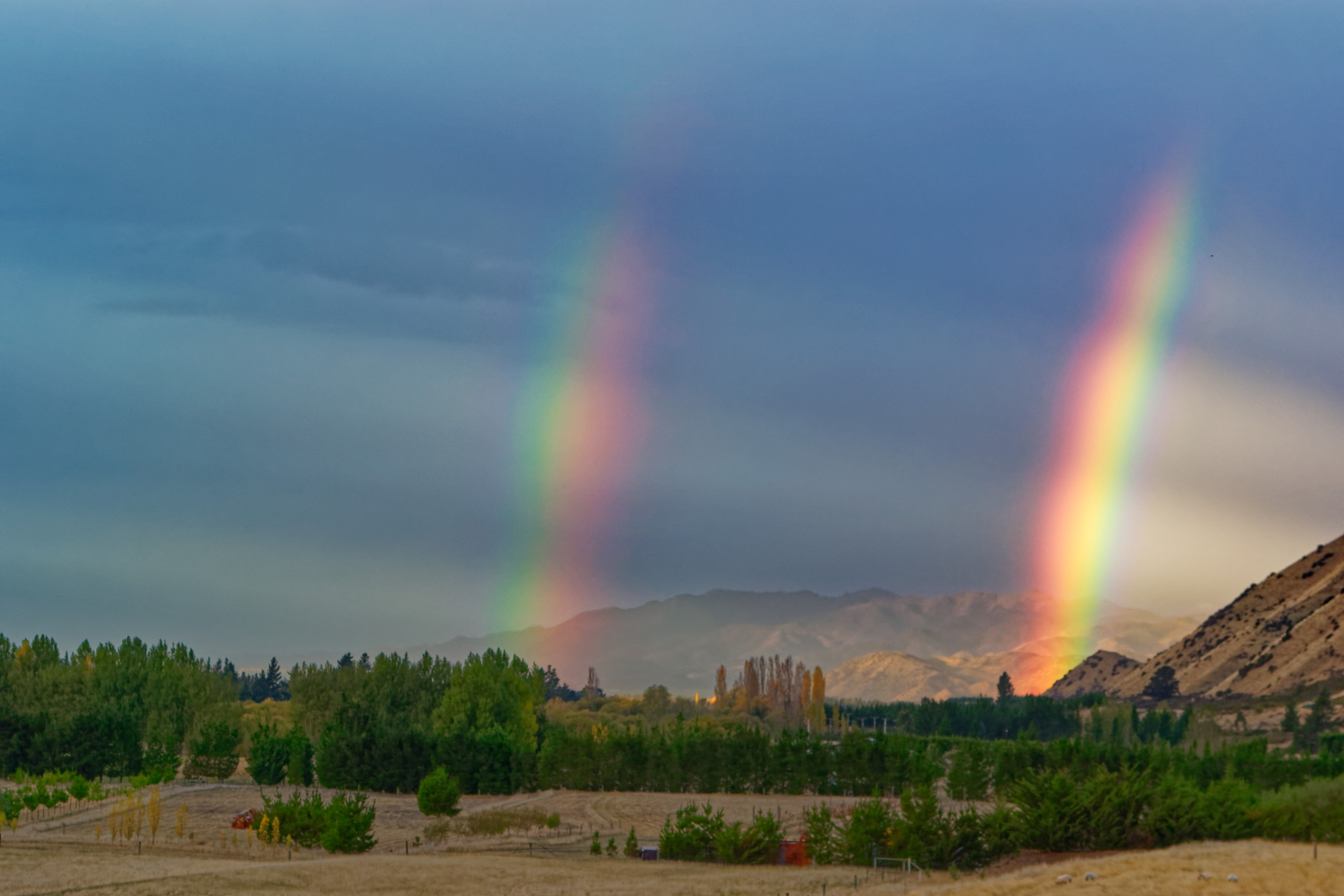
出現在紐西蘭胡魯努伊，帶有反曙暮光射線的「馬車車輪輻條」雙彩虹。

有時可以看到反曙暮光射線被彩虹包圍。在這種情況下，它們可以稱為「馬車車輪輻條」。

## 外部連結
维基共享资源上的相關多媒體資源：反曙暮光射線
- Atmospheric optics: anticrepuscular rays （页面存档备份，存于）
- Images of anticrepuscular rays at Astronomy Picture of the Day site (copyrighted images):
  - Image of anticrepuscular rays in Colorado taken by John Britton （页面存档备份，存于）
  - A particularly vivid image taken by Daniel Herron of Woodstock, GA （页面存档备份，存于）